# قلعة القاهرة (تعز)
قلعة القاهرة في مدينة تعز، اليمن. تقع على السفح الشمالي لجبل صبر، حيث ترتكز على مرتفع صخري يطل على المدينة، ويقال بأن هذه المنطقة التي بها القلعة هي في الأصل تعز القديمة وسميت بعد ذلك بالقاهرة.
قام سلطان الدولة الصليحية عبد الله بن محمد الصليحي ببناء قلعة القاهرة في النصف الأول من القرن السادس الهجري وابتدأ في تمدينها أيام أخيه علي بن محمد الصليحي. وقلعة القاهرة هي نواة مدينة تعز.

## تكوينات القلعة
تتكون قلعة القاهرة من فهي جزءان:

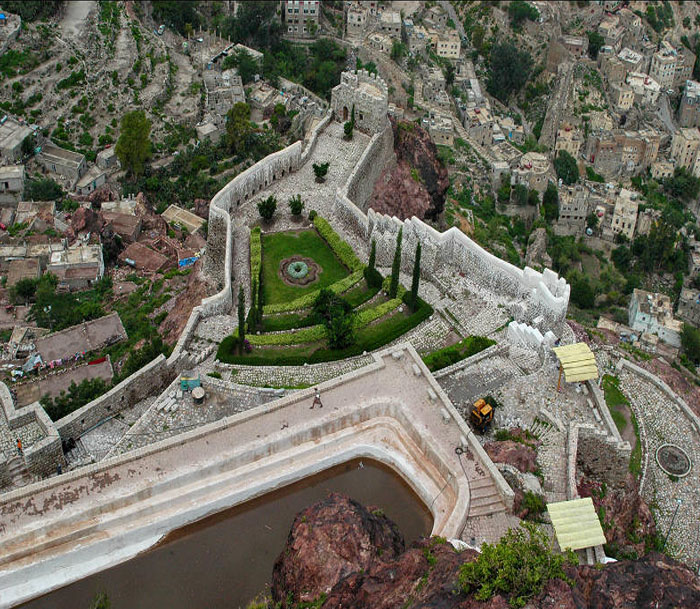
حديقة قلعة القاهرة بمدينة تعز

- الجزء الأول ويسمى «العدينة» ويضم حدائق معلقة على هيئة مدرجات شيدت في المنحدر الجبلي وسداً مائياً وأحواضاً نحتت وشيدت في إحدى واجهات الجبل فضلاً عن القصور التي تتناثر في أرجائه محاطة بالأبراج والمنتزهات. وفي هذا الجزء توجد أربعة قصور هي دار الأدب. دار الشجرة. دار العدل. دار الإمارة والأخير كان خاصاً بالملك إلى قصر الضيافة وهو خاص باستقبال الضيوف ناهيك عن الأنفاق التي تربط القصور بالخارج بأنفاق وممرات سرية.
- الجزء الثاني للقلعة “منطقة المغربة” عدد من القصور وأبراج الحراسة ومخازن الحبوب وخزانات المياه. أما سور القلعة فيعد أحد الشواهد التاريخية المهمة على تاريخ مدينة تعز إذ شيد قديما ليحوي كل أحياء المدينة القديمة التي يعتقد أنها تأسست في عهد الدولة الصليحية (القرن السادس الهجري الثاني عشر الميلادي) وقد شيد بطريقة هندسية بالغة التعقيد بارتفاع 120مترا وبسمك أربعة أمتار محتويا على وحدات الخدم وغرف حراسة ما يزال بعضها باقياً حتى اليوم.

أما سور القلعة فقد تواصل مع سور تعز القديمة والذي كان له أربعة أبواب رئيسة وهي: الباب الكبير، باب موسى، باب المداجر، وباب النصر. وفوق كل باب برج مخصص لحراس المدينة. كما يوجد تحت البوابة الرئيسية للقلعة من جهة الجنوب منطقة «المؤيد» وتتكون من مدرسة بناها المؤيد في عام 702هـ، وقبة صغيرة وبركة وبقايا متنزه الملك المؤيد، ولم يبق من المدرسة سوى «صرحة» صغيرة، أما المنتزه فما زال باقيا بصورة أوضح حتى اليوم.

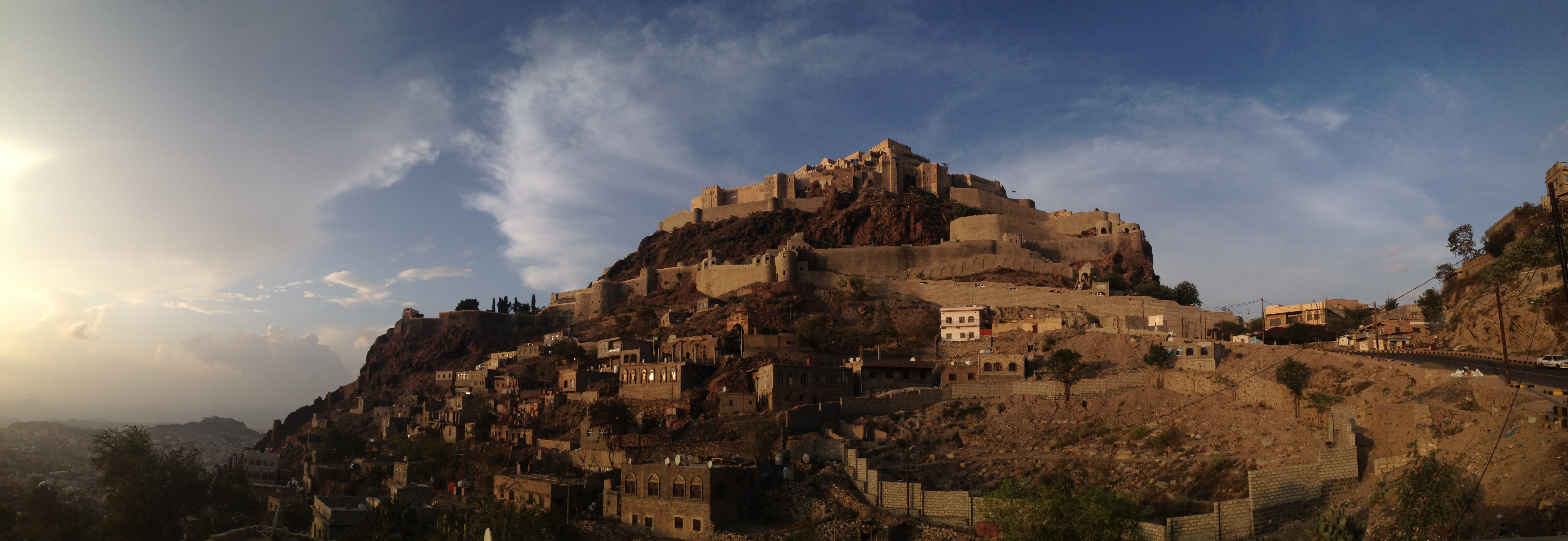
صورة بانورامية